# Gare du Stade de France – Saint-Denis
Gare du Stade de France – Saint-Denis – stacja kolejowa w Saint-Denis, w regionie Île-de-France, we Francji, w pobliżu stadionu Stade de France. Znajdują się tu 2 perony.